# جیمی لیدبرگ
جیمی لیدبرگ(به انگلیسی: Jimmy Lidberg) زاده ۱۳ آوریل ۱۹۸۲ است. او کشتی گیر کشور سوئد است. از افتخارات وی میتوان به کسب مدال برنز وزن ۹۶ کیلوگرم فرنگی المپیک ۲۰۱۲ لندن و دو مدال نقره وزن ۹۶ کیلوگرم در مسابقات قهرمانی کشتی جهان ۲۰۱۱ و مسابقات قهرمانی کشتی جهان ۲۰۰۹ و نیز مدال برنز وزن ۹۶ کیلوگرم مسابقات قهرمانی کشتی جهان ۲۰۱۰ اشاره کرد.